# Cytadela Kairska

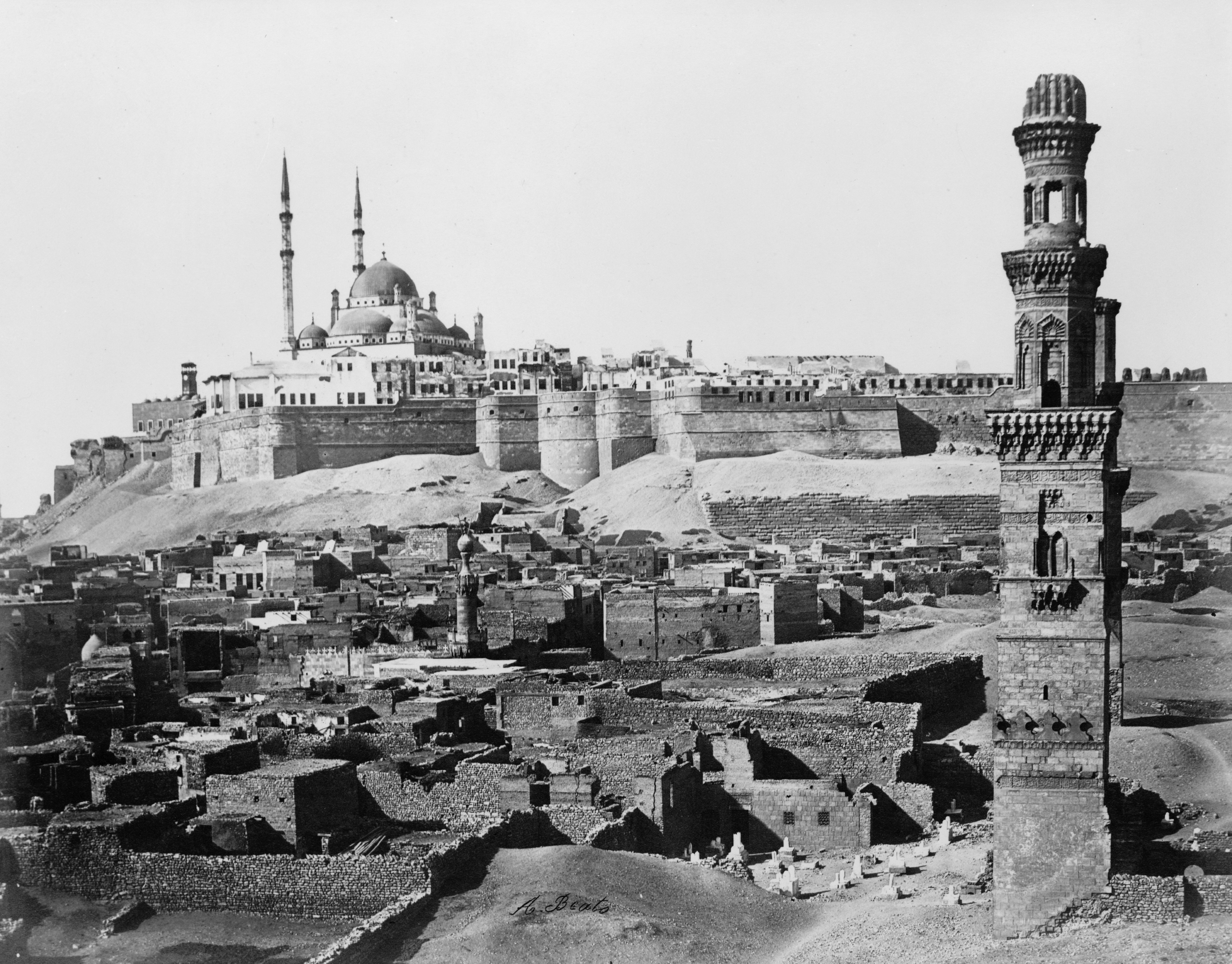
Cytadela Kairska w XIX wieku

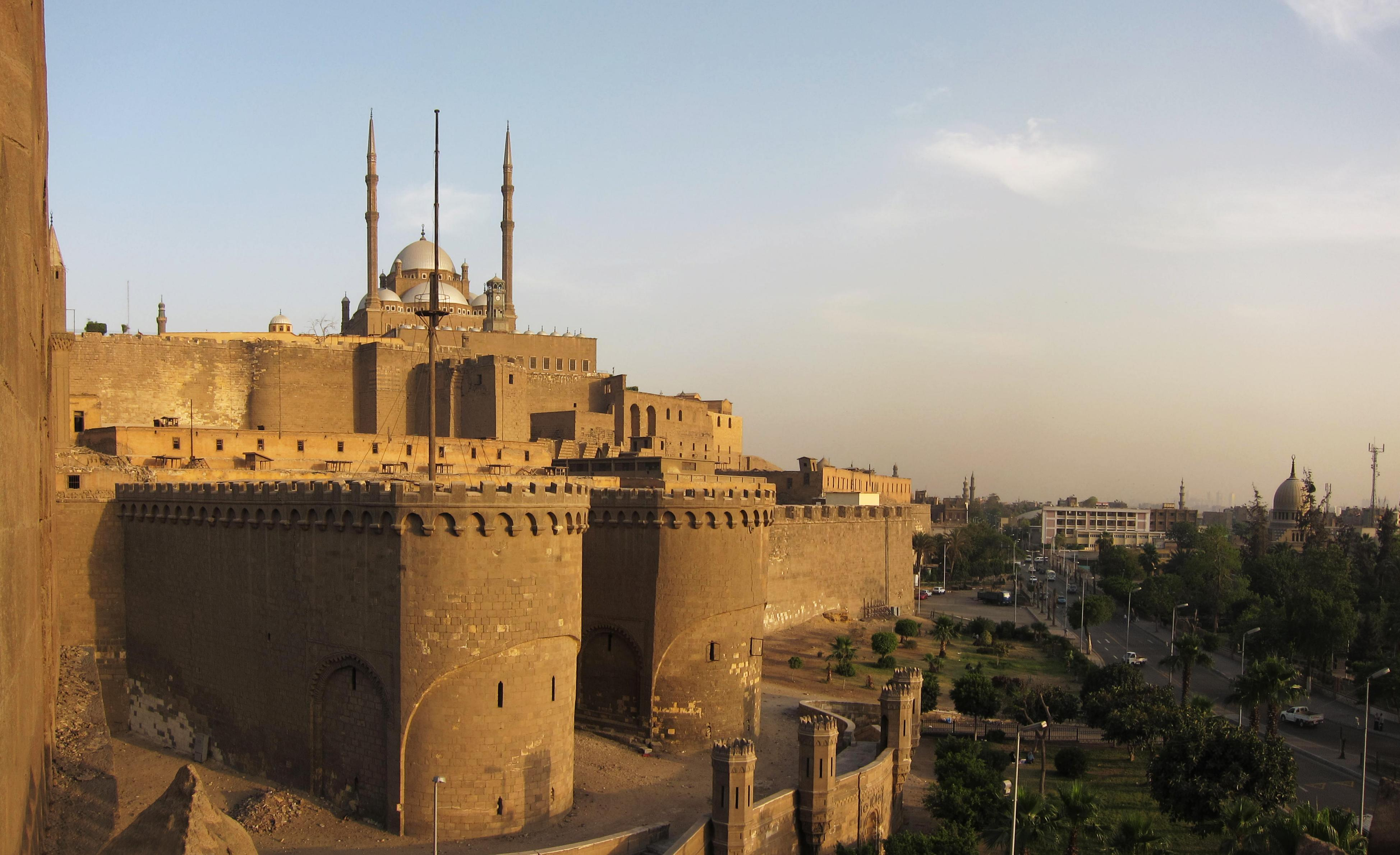
Cytadela obecnie

Mapa

Cytadela Kairska, także: cytadela Saladyna  (arab. قلعة صلاح الدين, Qalaʿat Salāḥ ad-Dīn) – średniowieczna twierdza znajdująca się w stolicy Egiptu, Kairze. Jest jednym z symboli miasta, posiada duży kompleks muzealny. Ponadto jest jednym z najczęściej odwiedzanych przez turystów zabytków miasta.

## Lokalizacja i informacje ogólne
Cytadela Kairska położona jest na wzgórzu Mukattam, w pobliżu zabytkowego centrum miasta. Górująca nad miastem forteca zbudowana została w latach 1176–1183 na polecenie egipskiego władcy Saladyna z dynastii Ajjubidów, przede wszystkim w celu ochrony przed krzyżowcami. Aż do śmierci Muhammada Alego w 1849, czyli przez prawie 700 lat, cytadela była siedzibą władców Egiptu.
Jej struktura jest niezwykle skomplikowana – większość kolejno panujących zmieniała zabudowę cytadeli według własnych pomysłów, stąd na terenie fortyfikacji znajdziemy wiele meczetów i pałaców. Z zabytków znajdujących się na jej terenie znajduje się najsławniejszy wydaje się meczet Muhammada Alego, powstały w latach 1830–1848. Kompleks obejmuje również pierwszy, osmański meczet Sulejmana Paszy z XVI wieku.

## Historia
Zaledwie kilka lat po upadku Kalifatu Fatymidów Saladyn zobowiązał się do budowy muru, który otaczałby zarówno Kair, jak i Fustat (obecnie dzielnica Kairu). Według źródeł Saladyn miał powiedzieć: „Wraz z tym murem sprawię, że dwa miasta (Kair i Fustat) będą stanowić jedną całość, tak aby żadna armia nie była w stanie się przed nimi obronić i wierzę w słuszność otoczenia ich murem od jednego brzegu Nilu do drugiego”. Cytadela miała być centralną częścią fortyfikacji, co czyniło ją bezpieczną i niemal niemożliwą do zaatakowania. Świadczy o tym fakt, że pozostawała siedzibą egipskiego rządu aż do XIX wieku, kiedy to Isma’il Pasza przeniósł się do nowo wybudowanego Pałacu Abdin w latach 60. XIX wieku.
Kiedy budowa cytadeli została ukończona na przełomie 1183/1184 roku, mur był w budowie jeszcze w 1238 roku, długo po śmierci Saladyna. Aby zapewnić jej dostęp do wody, zbudowane zostały akwedukty oraz studnia (zwana Studnią Józefa) o głębokości 280 stóp (ok. 85 m). Jest ona znana także jako Studnia Spiralna, gdyż prowadzi do niej 300 schodków wijących się w dół. Już za panowania An-Nasira Muhammada ilość wody transportowana akweduktami zaczęła być niewystarczająca dla licznej populacji ludzi i zwierząt, żyjących na terenie cytadeli. Aby zapobiec jej brakowi, An-Nasir Muhammad wybudował kilka kół wodnych na Nilu, gdzie następnie akweduktami zbudowanymi jeszcze za panowania Saladyna była dostarczana do cytadeli.
Nie jest to jednak jedyna zasługa władcy dla twierdzy. Na jego rozkaz przebudowano jedną z konstrukcji Ajjubidów na meczet, któremu nadano jego imię. Przeszedł on kolejne modyfikacje w 1335 roku. Obecnie, odarty z marmurowych okładzin i dekoracji z płytek ceramicznych sprawia dość surowe wrażenie.

## XIX wiek
Twierdza jest czasem nazywana cytadelą Muhammada Alego, gdyż znajduje się w niej meczet jego imienia, zbudowany między 1828, a 1848 rokiem. Meczet (nazywany „najbardziej tureckim w Kairze”) został zbudowany ku pamięci Tusuna Paszy, jednego z synów Muhammada, który zmarł w 1816. Jest to symbol wysiłków władcy do wymazania wszelkich śladów panowania poprzedzających go mameluków. Chciał tym przede wszystkim umocnić swoją pozycję jako władcy. Budowa meczetu była jednym z największych przedsięwzięć budowlanych w 1 poł. XIX wieku. Widać w nim wyraźnie wpływy osmańskiej architektury. Na prawo od wejścia głównego znajduje się grobowiec Muhammada.
Meczet ten zajął pozycję meczetu An-Nasira Muhammada, który dotychczas był najważniejszą świątynią w państwie.

## Muzea
Na terenie Cytadeli znajduje się pewna liczba muzeów. Najważniejsze z nich:
- Muzeum Policji – znajdują się w nim m.in. pokoje poświęcone najsłynniejszym morderstwom i zabójstwom politycznym, ale z wyłączeniem zabójstwa prezydenta Sadata.
- Muzeum Powozów – posiada 6 królewskich karet, w tym jedną ze złota.
- Muzeum Wojska – posiada przedmioty związane z ceremoniałem wojskowym.

## Galeria

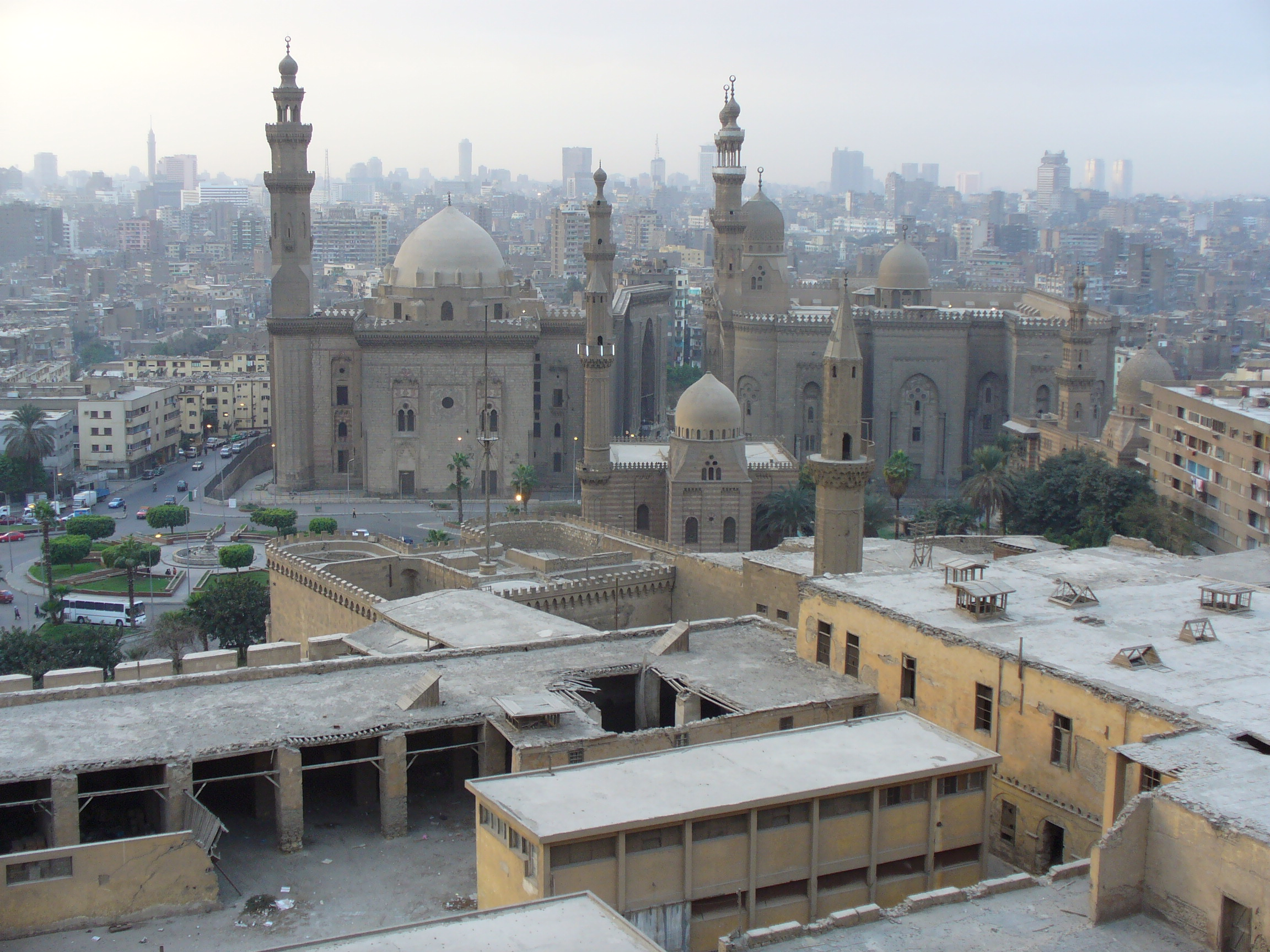
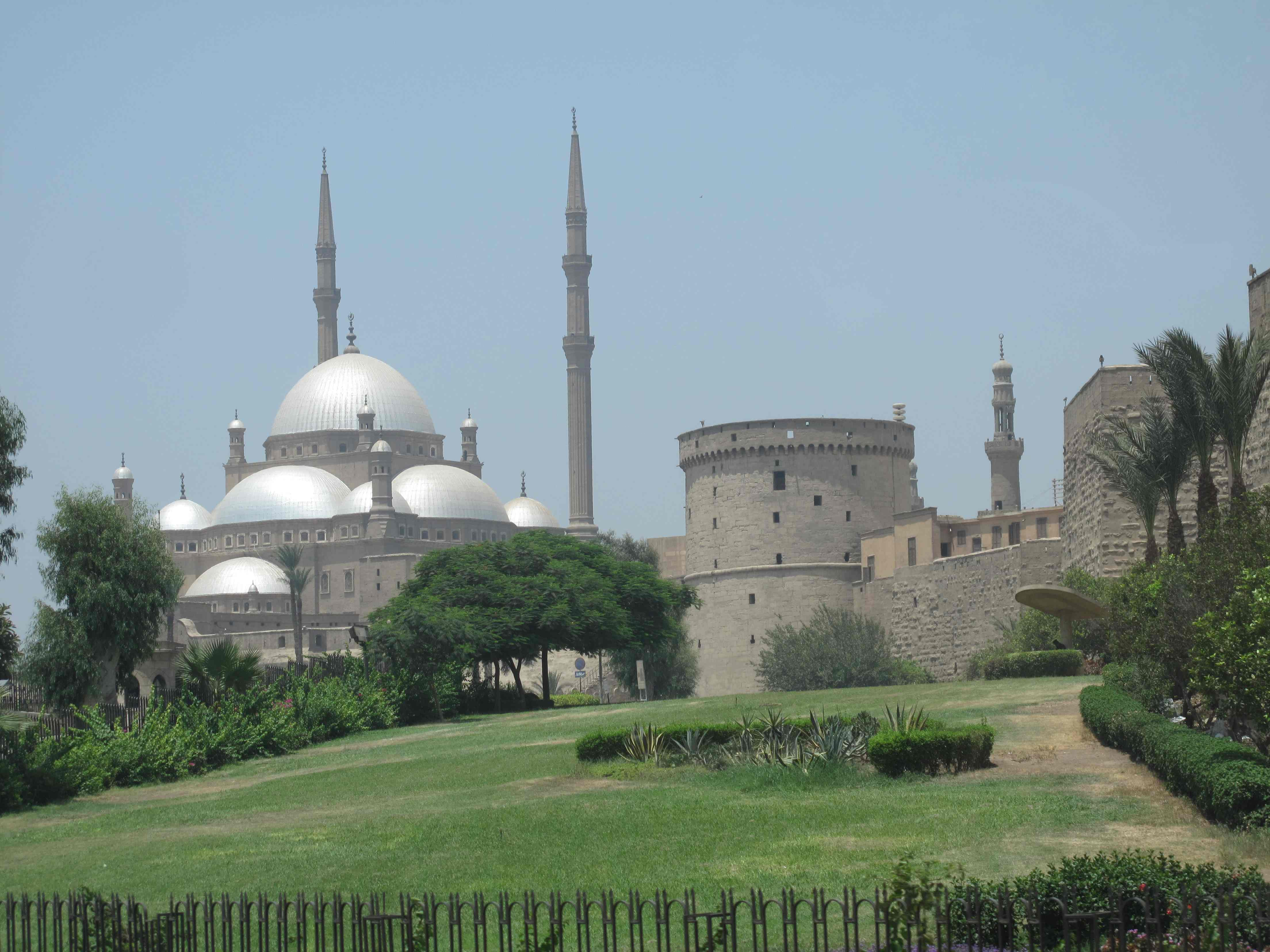
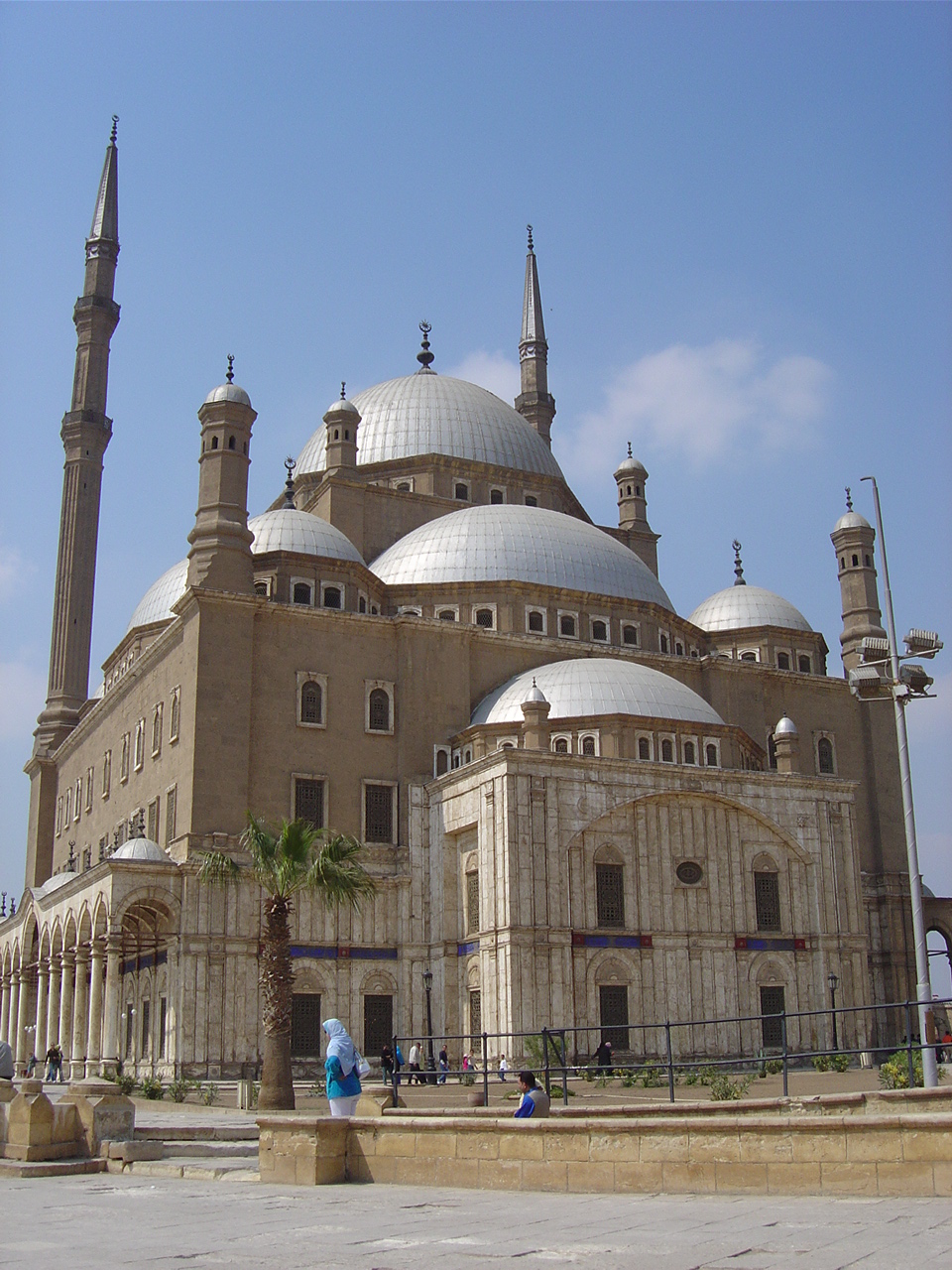
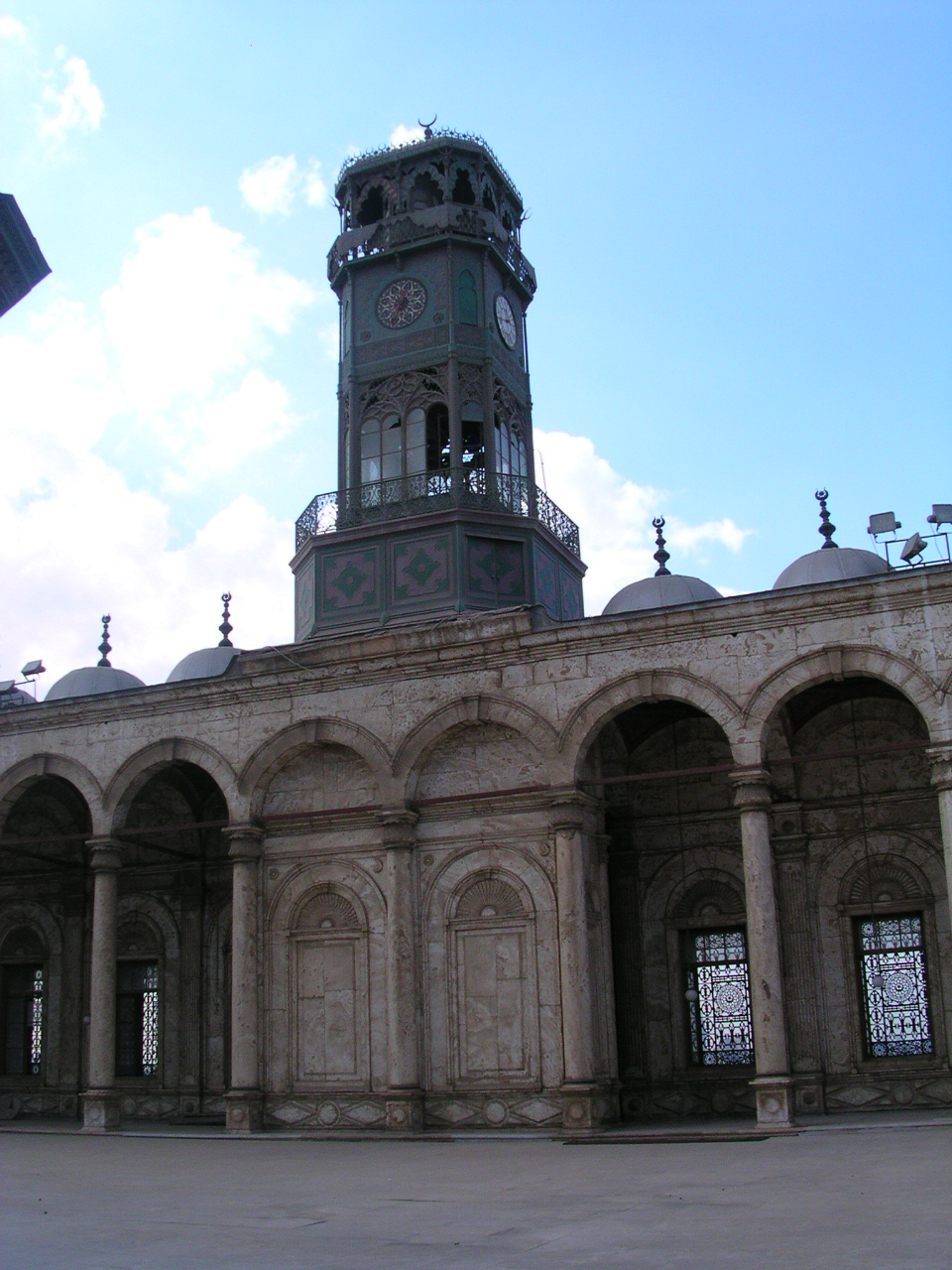
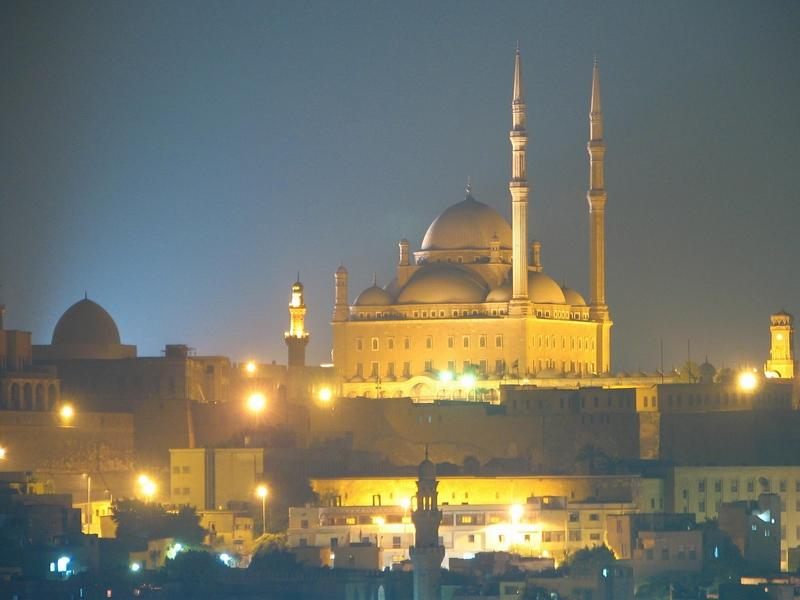
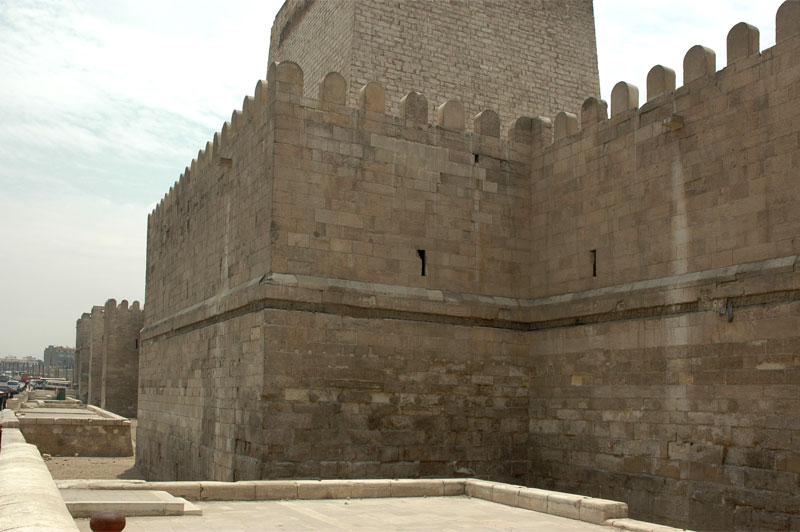